# Musée du pain d'épices et de l'art populaire alsacien
Le musée du pain d'épices et de l'art populaire alsacien de Gertwiller est un musée d'Alsace, situé près de Barr.

## Un musée en Alsace

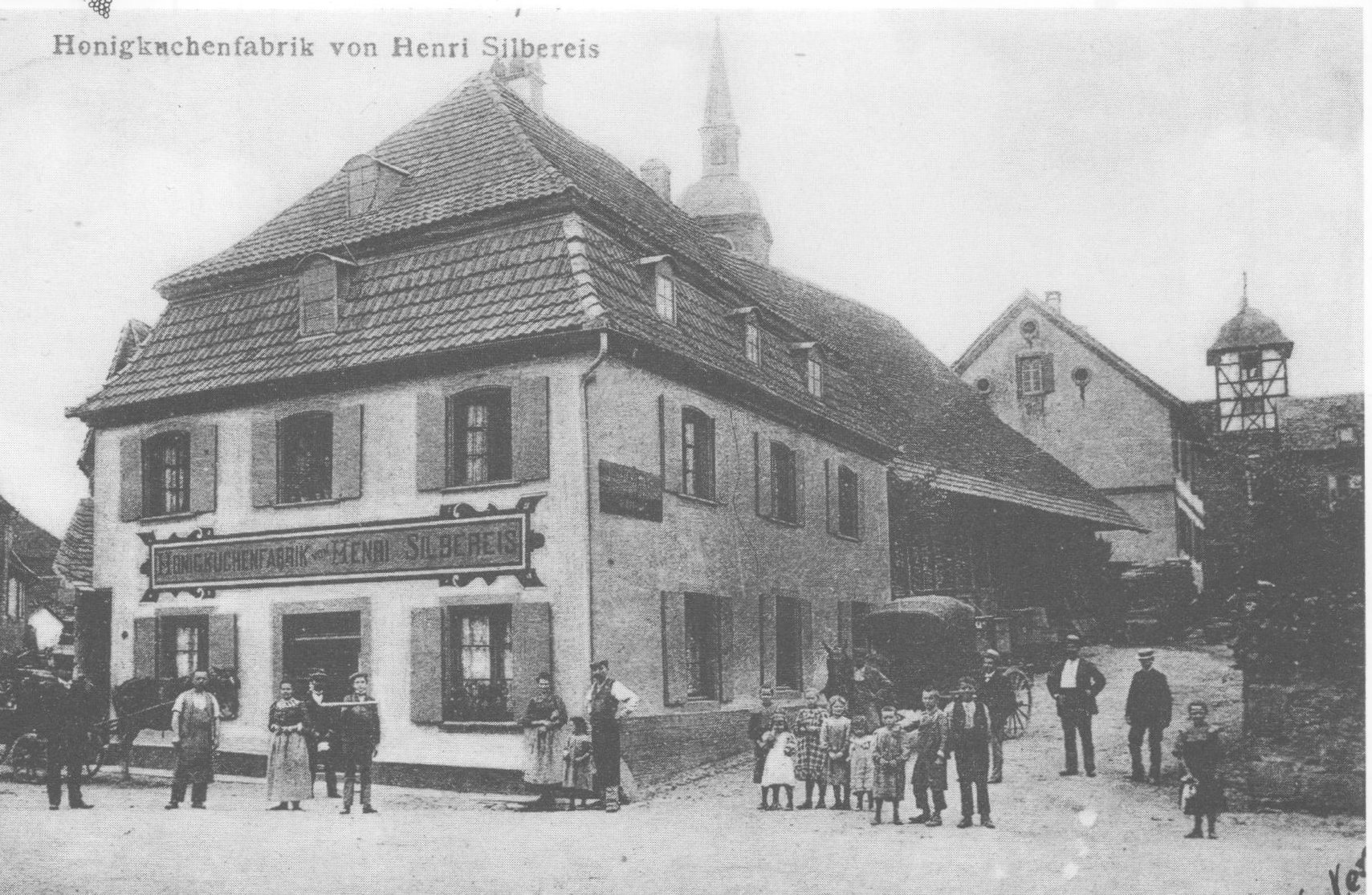
La maison LIPS en 1900

Le village viticole de Gertwiller, situé au pied du mont Sainte-Odile, n'abritait pas moins de neuf fabricants de pains d'épices au début du XXe siècle. Il en subsiste aujourd'hui deux. La plus ancienne, Fortwenger, a ouvert en 2009 un Palais du pain d'épices. L'autre, Lips, fondée après la Révolution, a ouvert en 1998 un Musée du pain d'épices et a obtenu le label EPVen 2011. La présence du pain d'épices serait attestée en Alsace dès 1453 : il apparaissait, dit-on, sur la table des moines cisterciens de Marienthal, à l'occasion des fêtes de Noël. 
Installé dans une grange dîmière datée de 1756, le musée expose des moules à gâteaux, des céramiques, des objets publicitaires, ainsi qu'une documentation ayant trait à l'histoire du pain d'épices et, plus largement, aux domaines de la biscuiterie et de la chocolaterie.
L'art populaire alsacien y est représenté par des ustensiles ou outils de la vie courante mais aussi par des pièces à connotation plus symboliques tels des souhaits de baptême (de 1715 à 1900), des sacs de dot ou encore une magnifique armoire de mariage polychrome de 1835.

## Les collections

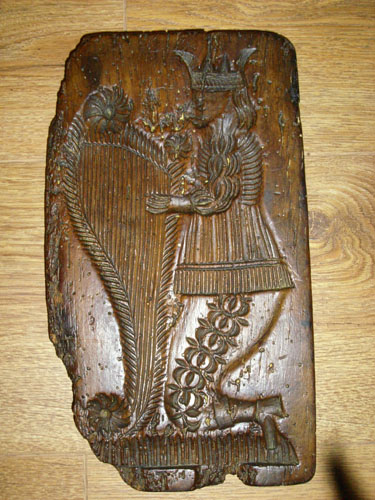
Moule à pain d'épices en bois, vers 1650, collection du Musée du pain d'épices

### Les ustensiles de fabrication du pain d'épices
Le musée expose d'anciens outils servant à la préparation des pains d'épices, tel un pétrin en bois de chêne et son ancêtre, le banc de malaxage en bois datant du XIXe siècle, de vieux emporte-pièces ainsi que des moules en bois fruitiers dont certains datent des XVIIe et XVIIIe siècles, d'anciens malaxeurs, tamiseurs et laminoirs servant à la préparation de la pâte ou du glaçage.

### Les anciennes images que l'on collait sur les pains d'épices
Les plus anciennes étaient colorées au pochoir au XIXe siècle, les thèmes les plus suivis sont le père Noël, saint Nicolas, Jean et Margot mais aussi le lièvre de Pâques et les décors floraux.

### Les moules à kouglof et à biscuits en terre cuite vernissée
Le musée abrite une collection de plus de 700 moules à kouglofs et à biscuits datant pour la grande majorité des 18e et 19e siècles. Les formes des moules à biscuits sont nombreuses et caractéristiques de l'art populaire alsacien. On y retrouve le poisson, le cœur, l'étoile de Noël, l'enfant Jésus, l'agneau pascal, mais aussi plus rarement l'aigle à deux têtes, le mouton, l'écrevisse, la grenouille, le lièvre, la grappe de raisin, le panier de fruits ou la fleur de lys. Chacun de ces moules avait sa propre signification emblématique des coutumes populaires alsaciennes.

### Les objets d'art populaire
Ils sont représentés par le mobilier polychrome, des sacs de dot, des souhaits de baptême mais aussi par les outils servant à la vie de chaque jour.

### La stube toute en bois de la fin duXVIIIesiècle(pièce principale de la maison alsacienne)
C'était généralement la seule pièce chauffée de la maison : on y mangeait, travaillait, passait les veillées et dormait.

### La collection de faïences de Strasbourg des Hannong
Plus de 200 pièces de faïence du XVIIIe siècle représentant l'évolution historique et technique de la manufacture des Hannong retracent son histoire de sa création à sa fermeture (1721 à 1780).